# Amenophis II.
Amenophis II., auch Amenhotep II., war der siebente altägyptische König (Pharao) der 18. Dynastie (Neues Reich), welcher nach einer Auffassung von 1428 bis 1397 v. Chr. regierte. Die zeitliche Einordnung seiner Herrschaft variiert stark.

## Weitere Namen
- Horusname: Starker Stier, mit großer Kraft (und Varianten)
- Nebtiname: Reich an Macht, der in Theben inthronisiert ist (bzw. Mit glänzenden Erscheinungen/Kronen in Karnak)
- Goldname: Der mit seiner Macht in allen Ländern erobert

## Familie
- Eltern: Thutmosis III. und Meritre Hatschepsut
- Geschwister: Thutmosis, Amenemhet, Nefertari, Baketamun, Meritamun, Meritamun, Isis, Nebetiunet
- Ehefrauen: Tiaa
- Söhne: Thutmosis IV., Aa-chepru-Re, Si-Amun, Ahmose, Amenemipet, Webensenu, Nedjem, Amenhotep zweimal

## Krönungsdatum und Herrschaft
Ursprünglich war Amenophis II. nicht der Thronerbe, doch sein Halbbruder Amenemhet starb wohl früh. Im 51. Regierungsjahr 1429 v. Chr. ernannte Thutmosis III. am 1. Achet IV Amenophis II. zu seinem Mitregenten. Nach erfolgter Beisetzung seines Vaters am 30. Peret III (4. März) 1425 v. Chr. bestieg Amenophis II. einen Tag später am 1. Peret IV den Thron. Nach Manetho betrug seine Regierungszeit 25 Jahre und 10 Monate.

## Außenpolitik

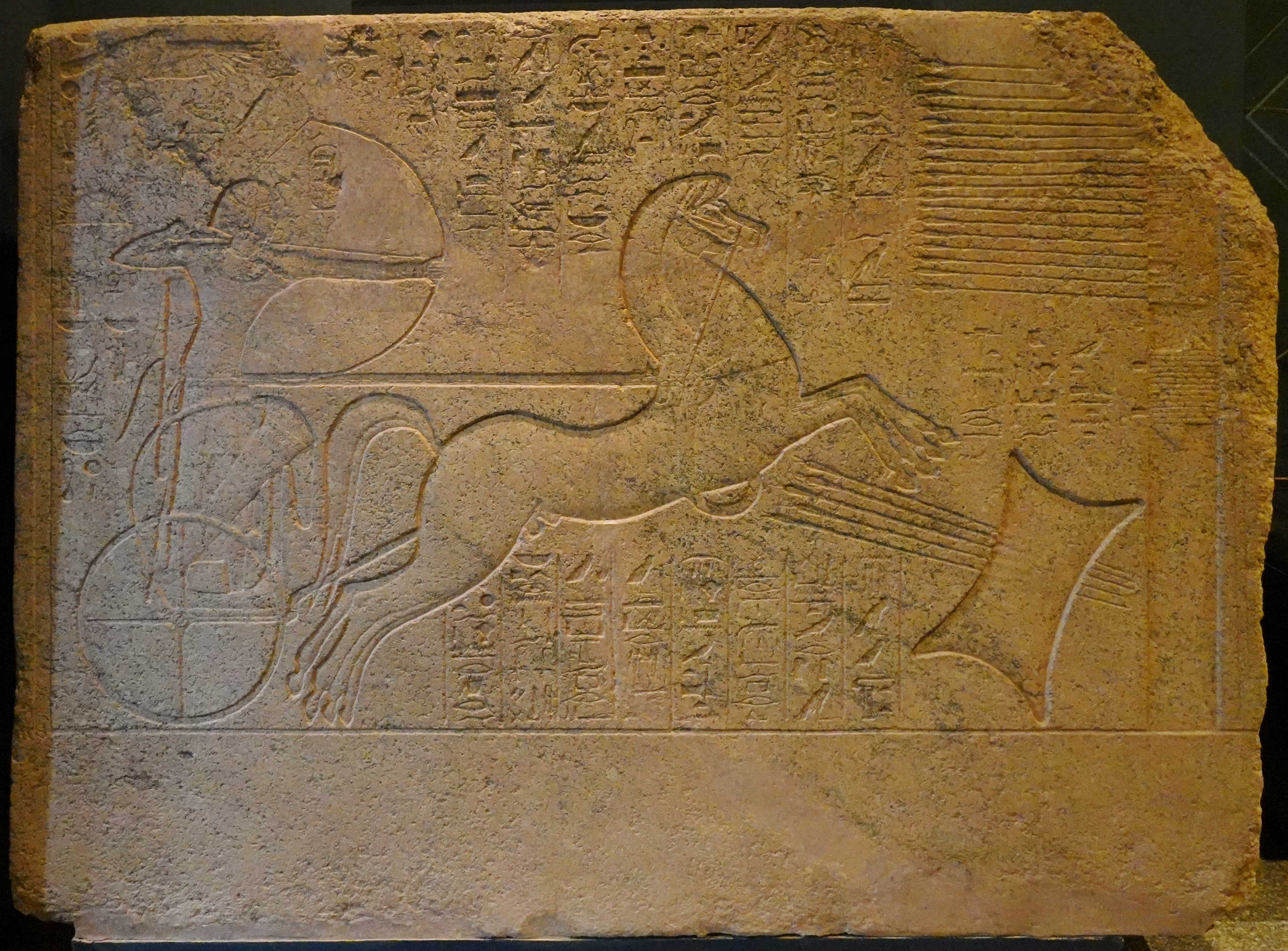
Amenophis II. bei Zielübungen auf seinem Streitwagen

Amenophis II. galt als körperlich starker, groß gewachsener Mann. Seine sportlichen Leistungen im Laufen, Rudern, Pferdedressur (Streitwagen) und Bogenschießen sind urkundlich belegt. Er gilt als der erste als Läufer dargestellte Mensch, der nicht um zu jagen läuft, sondern aus sportlichen Gründen.

### Feldzug im 2. Regierungsjahr
Im 2. (7.) Regierungsjahr erreichte Amenophis II. auf seinem ersten siegreichen Feldzug der Grenzerweiterung am 25. Schemu I (22. April) 1424 v. Chr. Schamasch-Edom, westlich vom Orontes, in Retjenu, einen Tagesmarsch von Qatna entfernt. Seine Beute: 35 lebendige Asiaten und 22 Rinder. Einen Tag später überquerte er den Orontes und führte Kämpfe gegen eine kleine Heereseinheit aus Qatna. Entsprechend gering ist die Beuteliste:  1 Mariannu, 2 Pferde, 1 Wagen, 1 Panzerhemd, 1 Bogen, 1 Köcher mit Pfeilen, 1 Maschqu und 1 eingelegtes Zaumzeug.
Am 6. Mai kehrte Amenophis mit seinen Truppen wieder nach Süden in Richtung Ägypten um. Zu dieser Zeit befand er sich am mittleren Orontes in der Region Apameia, nahe der Ortschaft Nija, dessen Einwohner ihn staunend wie einen Gott gepriesen hatten. Dort hörte er von Aufständen in Aket und zog zu einer anschließenden Belagerung der Stadt: Ich riegelte sie im Ort ein und tötete die Aufständischen und beruhigte die ganze Region Retjenu. Vom 16. Mai bis 17. Mai erfolgte eine Ruhepause im Gebiet um Tjerech, östlich von Schescherem, um am 18. Mai die Siedlungen von Mendjet (assyr. Mansuate bei Ḫatarikka, zwischen Unqi und Hamath) zu erobern. Weiter ging es nach Hetjera und Jeneq, wo ihn die Fürsten mit Geschenken empfingen.
Um den 23. Mai erreichte Amenophis II. Kadesch, wo der Fürst mit der gesamten Familie einen Treueid gegenüber Ägypten schwören musste. Als Zeichen des guten Willens wurde Amenophis II. anschließend auf die Jagd im Wald von Reba eingeladen. Nach der Jagd zog Amenophis II. weiter nach Chaschabu (heutiges Tell Haschbe). Als Beute gibt er an: 16 lebendige Mariannu, 20 Tote und 60 Rinder. Von den 20 Toten wurden die Hände als Trophäe an die Stirn seiner Pferde gehängt. Nach diesem Kampf bot der Ort Chaschabu den Frieden an. In der Talebene von Scharon, auf dem Weg nach Ägypten, fing Amenophis II. einen Boten des Königs von Mittani ab, nahm ihn gefangen und zog von Sabejen weiter nach Memphis, das er am 27. Schemu III (22. Juni) erreichte.

### Feldzug im 3. Regierungsjahr

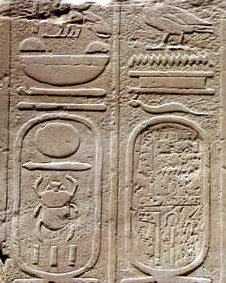
Thron- und Eigenname von Amenophis II.

In seinem 3. Jahr zeigt er sich mit seinen Truppen in Tachsi, südlich von Kadesch am Orontes. Sieben getötete Fürsten lässt er kopfüber an den Bug seines Schiffes binden, hängt schließlich sechs an der Stadtmauer Thebens auf und den siebenten an der Mauer von Napata am 4. Nilkatarakt- zirka dreitausend Kilometer entfernt. Ebenso brüstete er sich, dass er Gefangene lebendig in Gruben verbrannt habe.

### Feldzüge im 8.–10. Regierungsjahr
Nach dem Nubien-Feldzug im 8. Regierungsjahr zog Amenophis II. ein Jahr später, Mitte September 1419 v. Chr., im 9. Regierungsjahr nach Retjenu und erreichte am 13. Oktober 1419 v. Chr. in seinem zweiten siegreichen Feldzug die Stadt Aphek (heutiges Tell El-Muchmar). Danach führte er seine Truppen zu den Orten Jehem und Mepsen sowie den Siedlungen von Chettjen und Soko (heutiges Esch-Schuweke). Dort angekommen, nahm er Tributzahlungen und Kriegsbeute entgegen: Pferde flogen wie eine Sternschnuppe, da wurden ihm Herden, Pferde und alles Vieh gebracht. In der folgenden Nacht erschien ihm Amun im Traum, um Amenophis II. Kraft und Schutz für die nächsten Aktionen zu verkünden.
Am nächsten Tag schlug Amenophis II. die Orte Aturin (Adoraim) und Mekterjen (Magdalajin) und nennt als Kriegsbeute: 34 Gefangene ihrer Großen, 57 Mariannu, 231 lebende Asiaten, 372 Tote, 54 Pferde, 54 Wagen und alles Kampfgerät. Frauen und Kinder aus Retenu wurden nach Sichtung zu weiteren Gefangenen gemacht. Mangels Bauwerken, die alle Gefangenen aufnehmen konnten, wurden zwei Gräben ausgehoben. Die Gefangenen wurden auf das Gebiet dazwischen transportiert, um danach die Gräben zu entzünden. Amenophis II. wartete bis zur Ankunft des Hauptheeres und zog am nächsten Morgen weiter.
Der Sieg über den Ort Ancheret (wohl das spätere Anaharat in Issachar, Jos 19,19 ) erfolgte am 19. Oktober 1419 v. Chr., dem Tag der Königskrönung. Dieser Tag stellte gleichzeitig den 1. Tag im 10. Regierungsjahr dar. Auch hier wurde wieder eine Beuteliste verfasst: 17 lebendige Mariannu, 6 Fürstenkinder, 68 lebende Asiaten, 123 Tote, 7 Pferde, 7 Wagen aus Silber und Gold mit allem Kampfgerät, 443 Bullen, 370 Kühe und Herden ohne Zahl sowie unzählige Beute die vom Heer herbeigebracht wurde.
Der Feldzug führte Amenophis II. danach in die Region Megiddo; der Fürst Qeq von Qeb-Semen (vgl. Gog 1.Chr. 5,4) wurde mitsamt Frau, Kindern und Gefolgsleuten gefangen genommen und ein anderer Fürst eingesetzt.
Die Rückkehr nach Memphis wird auf der Karnak-Stele mit dem 27. Epihpi angegeben. Das Datum der Ankunft stellt jedoch eine Entlehnung aus dem Feldzug im 2. (7.) Regierungsjahr dar und wurde nachträglich auf die beschädigte Stele eingetragen. Die tatsächliche Ankunft erfolgte wahrscheinlich Mitte November, gerade noch rechtzeitig vor dem beginnenden Winter. Durch die Angaben im 2. (7.) Regierungsjahr kann für die Wegstrecke nach Memphis eine Dauer von einem knappen Monat angesetzt werden. Den weiteren Eintragungen ist die Gesamtzahl der Gefangenen zu entnehmen. Die Zahlen verdeutlichen den militärischen Erfolg des zweiten Feldzugs:
127 Fürsten aus Retjenu, 179 Brüder der Fürsten, 3600 Aper (Apiru?), 15020 Schasu-Beduinen, 36300 Hurriter und 15020 Leute aus Nuḫašše.

## Bautätigkeit
Sein Wesir wird nach Rechmire (TT100), der bereits unter Thutmosis III. diente, Amenemope-Pairi (KV48). Vizekönig von Kusch ist Usersatet. Sennefer ist als thebanischer Bürgermeister im Amt.
Eine umfangreiche Bautätigkeit des Königs ist im ganzen Land belegt. Heute ist fast alles zerstört und es finden sich oft nur noch Inschriften.

### Rundplastik

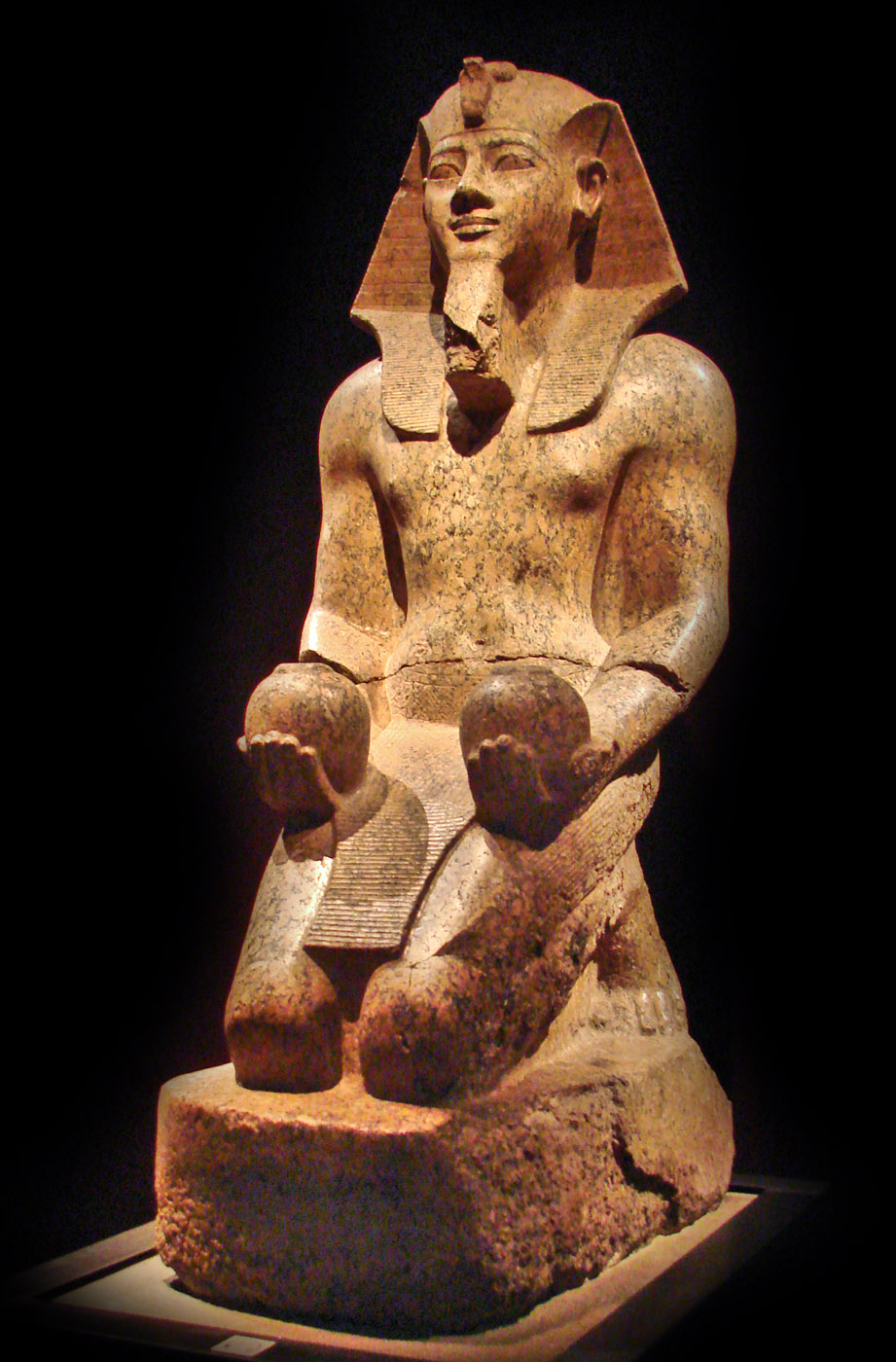
Statue Amenophis II. (Museo Egizio, Turin)

Die Statuen Amenophis II. folgen in Typ, Ikonographie und zunächst Physiognomie denen des Vorgängers. Weiterentwicklungen sind in der Ikonographie und der Physiognomie festzustellen. In der Physiognomie zeichnet sich seine Plastik in schlanken Wangen und einem spitzen Kinn aus. Ein wesentliches ikonographisches Detail ist die Lappung des Schendits (ein königlicher Schurz), die nur unter Amenophis II. sowohl rechts über links (vgl. Kairo EM CG 42075, New York MMA 13.182.6), als auch links über rechts (konventionell) abgebildet sein kann. Dadurch lassen sich unbeschriftete Statuen auf ihn datieren.

## Grab Amenophis II.
1898 fand Victor Loret das Grab Amenophis II. im Tal der Könige (KV35), die Mumie des Königs lag noch in ihrem Sarg. In den rechten Nebenkammern entdeckte man die Mumien von 20 Personen, darunter 9 weitere Herrscher, die man in der 21. Dynastie hierher umgebettet hatte, um sie vor Grabräubern zu schützen. Zum Grab selbst führen 85 Stufen in die Unterwelt, durch Korridore in Räume mit vollständig ausgemalten Wänden unter einer mit Sternen übersäten Decke. Eine bunte Bilderwelt erzählt von gefahrvoller Reise auf dem Sonnenschiff durch die Nacht.
Heute befinden sich einige der Mumien im Ägyptischen Museum von Kairo. Nachdem zunächst versucht wurde, Amenophis II. in seinem Sarkophag zu belassen, wurde die Mumie bei einem Einbruch durch moderne Grabräuber stark zerstört. Daher wurde auch sie 1923 nach Kairo überführt. Sein Sohn Thutmosis IV. wurde sein Nachfolger.